# Kazimiera Strolienė
Kazimiera Strolienė (* 26. Mai 1960 als Kazimiera Žadvydaitė in Ignalina) ist eine frühere litauische Biathletin und Skilangläuferin.
Die verheiratete Lehrerin Kazimiera Strolienė nahm an den Olympischen Winterspielen 1992 von Albertville teil und belegte dort die Ränge 28 im Einzel und 27 im Sprint. In den Saisonen 1992/93 und 1993/94 startete sie regelmäßig im Biathlon-Weltcup. Bestes Resultat wurde 1993 ein 21. Rang in einem Sprint in Oberhof. Zum Karriereende der Litauerin im Biathlonsport wurden die Olympischen Winterspiele 1994 in Lillehammer, wo sie erneut in Einzel und Sprint antrat und 62. und 48. wurde. Anschließend wechselte Strolienė zum Skilanglauf. In Nagano trat sie bei den Olympischen Spielen 1998 in vier Wettbewerben an. Über 15 Kilometer wurde sie 64., über 5 Kilometer 76., 68. in der Verfolgung und 55. über 30 Kilometer.
Kazimiera Strolienė ist mit dem Polizeiobersten und Biathlon-Trainer Vytautas Strolia (* 1960) verheiratet, Der gemeinsame Sohn Mantas ist Skilangläufer.

## Biathlon-Weltcup-Platzierungen
Die Tabelle zeigt alle Platzierungen (je nach Austragungsjahr einschließlich Olympische Spiele und Weltmeisterschaften).
- 1.–3. Platz: Anzahl der Podiumsplatzierungen
- Top 10: Anzahl der Platzierungen unter den ersten zehn (einschließlich Podium)
- Punkteränge: Anzahl der Platzierungen innerhalb der Punkteränge (einschließlich Podium und Top 10)
- Starts: Anzahl gelaufener Rennen in der jeweiligen Disziplin

| Platzierung                                | Einzel | Sprint | Verfolgung | Massenstart | Staffel | Gesamt |
| ------------------------------------------ | ------ | ------ | ---------- | ----------- | ------- | ------ |
| 1. Platz                                   |        |        |            |             |         |        |
| 2. Platz                                   |        |        |            |             |         |        |
| 3. Platz                                   |        |        |            |             |         |        |
| Top 10                                     |        |        |            |             |         |        |
| Punkteränge                                |        | 1      |            |             |         | 1      |
| Starts                                     | 9      | 11     |            |             |         | 20     |
| Stand: Daten möglicherweise nicht komplett |        |        |            |             |         |        |